# Solon Bixler
Solon Bixler (Fresno, 4 gennaio 1977) è un chitarrista e batterista statunitense.
È il chitarrista dei Great Northern. Bixler fu anche il chitarrista dei Thirty Seconds to Mars e degli Earlimart.  Nel 2005 fondò i Great Northern con Rachel Stolte e Davey Latter.

## Biografia

### Le origini
Nato a Fresno, California, da una famiglia molto vicina alla musica; i suoi genitori e suo zio fondarono una band chiamata The Wild Blue Yonder. Bixler cominciò a studiare batteria all'età di quattro anni. La musica è molto importante per la sua vita e quella del fratello. Sua madre morì nei primi anni del 1980. Più tardi suo padre si risposò.

### Carriera
Nel 2000, Bixler entrò a far parte dei Thirty Seconds to Mars come chitarrista. Lasciò la band nel 2003 a causa del loro esteso tour. Bixler inoltre suonò con gli All Smiles, Earlimart e con i Sea Wolf. Nel 2004, Bixler registrò un demo di quattro tracce con la sua amica di lunga data Rachel Stolte, e l'anno successivo fondarono i Great Northern. In un secondo momento si unirono alla band Davey Latter (ex Earlimart) e Ashley Dzerigian.